# Tameslohte
Tameslohte  (in arabo تمصلوحت‎?) è un centro abitato e comune rurale del Marocco situato nella provincia di Al Haouz, regione di Marrakech-Safi. Conta una popolazione di 28 978 abitanti (censimento 2014).